# Shmuel Wolf
Shmuel Wolf (Budapest, Magyarország, 1934. február 12. – Tel-Aviv, 2019. február 23.) magyarországi születésű izraeli színész.

## Életútja
Shmuel Wolf Budapesten született Wolf Sámuel néven. Anyja korán meghalt és apja újra házasodott. Apját a nyilasok ölték meg 1944-ben. Wolfot mostohaanyjával a budapesti gettóba deportálták, ahol 1945 januárjában a Vörös Hadsereg szabadította fel. 1948-ban a franciaországi Bnei Akiva táborba költözött, majd 1949-ben Izraelbe települt. 1959-ig kibucokban élt, és a Nahal brigád tagja volt.
Színészett Nola Chiltonnál tanult. Számos színház tagja volt pályafutása alatt. Többek között az Ohel Színháznak, a Földalatti Színháznak és a Haifa Színháznak.
Az 1980-as évek elején vette feleségül Miki Marmor színésznőt. Ikerlányai közül Roni Wolf dokumentumfilmet készített 2017-ben Dad's Age címmel. A film Shmuel Wolfról és feleségről szól lányuk szemszögéből: öregségről, szülőségről, szeretetről és művészetről.

## Filmjei
Mozifilmek
- Shemona B'Ekevot Ahat (1964)
- Iris (1968)
- Mineged (1970)
- Hetzi Hetzi (1971)
- Ha-Trempist (1972)
- Azit Hakalba Hatzanhanit (1972)
- Sipur Intimi (1981)
- War and Love (1985)
- Esther (1986, narrátor)
- Nikmato Shel Itzik Finkelstein (1993)
- Smicha Hashmalit Ushma Moshe (1994)
- Zihron Devarim (1995)
- Odot Ha-Monitin (2001)
- Tgoova Meuheret (2004)
- Kolduskirály (Melech Shel Kabzanim) (2007)
- Brothers (2008)
- Landsman (2009)
- Chatulim Al Sirat Pedalim (2011)
- Mita Tova (2014)

Tv-filmek
- Carlos (1971)
- Der Leuchtturm (1972)
- A Woman Called Golda (1982)
- Mishpat Kastner (1994)

Tv-sorozatok
- Shemesh (2000, egy epizódban)
- Ha-Chaim Ze Lo Ha-Kol (2004, két epizódban)
- Foldes (2012, egy epizódban)